# Maximilian Werda
Maximilian Werda (Kaulsdorf, 5 d'octubre de 1991) és un ciclista alemany, professional des del 2012.

## Palmarès
- 2014
  - 1r a la Małopolski Wyścig Górski i vencedor de 2 etapes
  - Vencedor de 2 etapes a l'Oder Rundfahrt